# La señal (miniserie)
La señal (Título original: Das signal)
es una miniserie dramática de misterio de Netflix estrenada el 7 de marzo de 2024. 
La serie, desarrollada por Nadine Gottmann, Sebastian Hilger y Kim Zimmermann, se rodó del 20 de septiembre de 2022 al 27 de enero de 2023 en los estudios Bavaria de Geiselgasteig y en los estudios cinematográficos de Penzing.
Las tomas exteriores en el espacio se tomaron allí, en la llamada Hyperbowl. Se realizaron más grabaciones en la ciudad de Leipzig (Alemania) y Marruecos. 

## Sinopsis
Después de meses en órbita, Paula (Peri Baumeister) está de regreso en la Tierra. Luego toma un vuelo desde Santiago de Chile para estar de regreso con su familia en Alemania. Pero el avión se cae en el océano Atlántico cerca de Irlanda y Paula nunca llega a casa. Sven (Florian David Fitz) y su hija Charlie (Yuna Bennett) esperan en vano en el aeropuerto. El avión parece haber sido tragado por la tierra.
Mientras Sven lucha por proteger a su hija de esta revelación terrible, se aferra a cada pista que encuentra en su camino. De repente, parece que encuentra lo que busca: Paula le ha dejado un enigma, un hilo conductor que ahora Sven sigue incansablemente. Sin embargo, a medida que desentraña el enigma, su vida se desmorona, el misterio se profundiza y la amenaza crece para él, para Charlie y, en última instancia, para el mundo entero.
Porque resulta que Paula estaba en la Estación Espacial Internacional, donde hizo un descubrimiento increíble en la oscuridad del espacio.

## Argumento

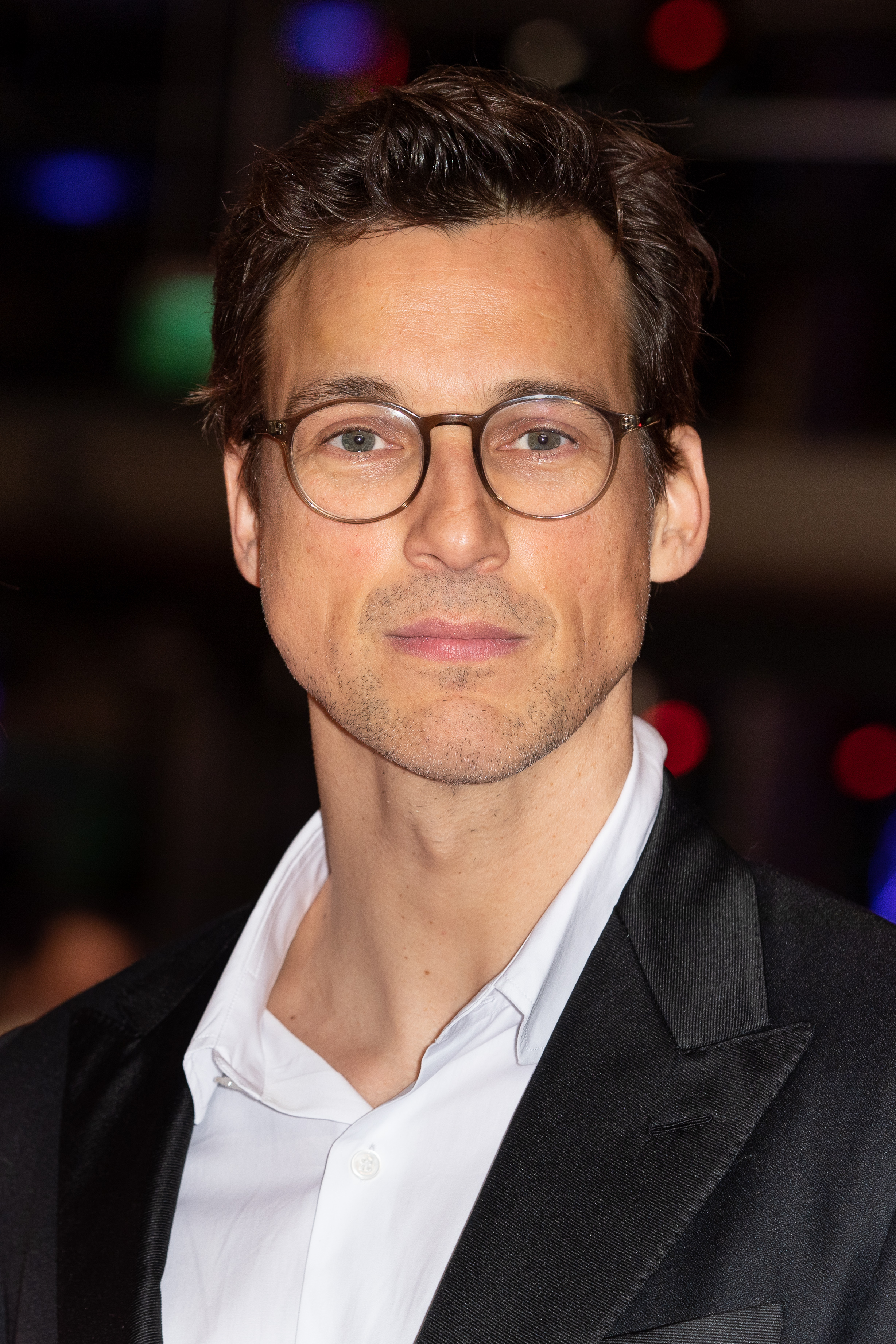
Florian David Fitz

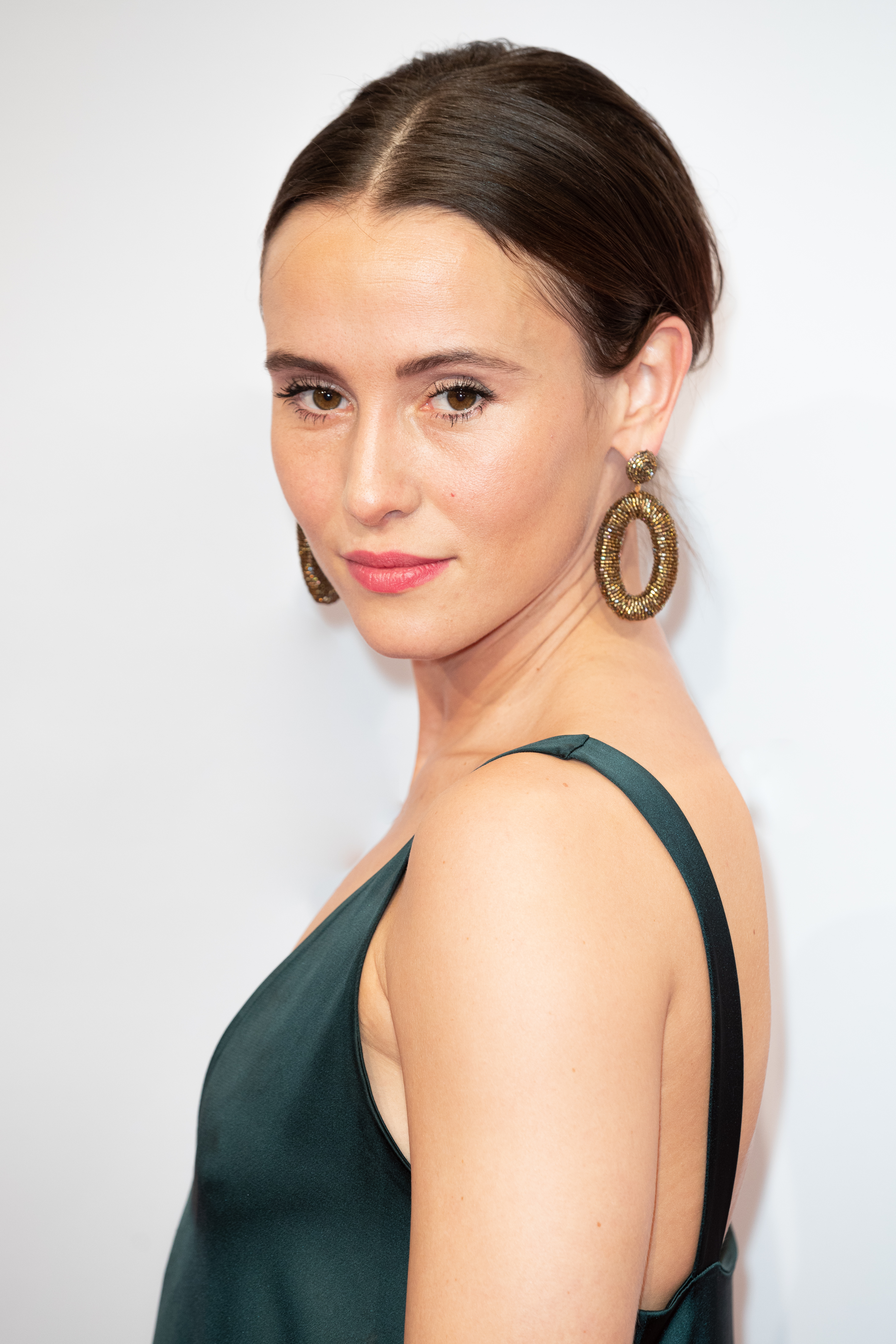
Peri Baumeister

Una astronauta que completó con éxito una misión en la ISS ya no puede regresar con su familia debido a un accidente aéreo. Su marido Sven tiene dudas sobre el repentino accidente de su esposa Paula y decide cuestionar qué pasó. Sus sospechas de que Paula estaba detrás de algo más grande van tomando forma gradualmente. Su hija Carlotta (Charlie) es sorda y utiliza un implante coclear. Su madre esperaba que su misión al espacio proporcionara un método curativo para regenerar las células auditivas para que su hija pudiera oír con sus «propios oídos».
Sven respondió que esta misión era innecesaria porque Carlotta era perfecta tal como es y le pidió que se quedara en la tierra. Varias historias muestran extractos del pasado de Paula y Sven. Entre otras cosas, queda claro que Paula no era apta para participar en una misión a la ISS debido a problemas de salud: había desarrollado síntomas de psicosis. Las autoridades federales comienzan a investigar a las familias de los astronautas después del accidente aéreo; Charlie y su padre sufren violencia por parte de familiares del accidente aéreo que culpan a su madre por el accidente del avión sobre el Atlántico. Todos los días se realizan manifestaciones frente a su casa, a Sven le arrojan bolsas de pintura y lo agreden verbalmente.
El jefe de Paula se pone en contacto con Sven, pero antes de que pueda darle información relevante, la conversación telefónica se interrumpe. Sven conduce hasta la casa del jefe y encuentra un apartamento abandonado; Finalmente descubre un sobre con su nombre. Dentro del sobre hay archivos que contienen información secreta e innovadora sobre la misión de Paula. Charlie no cree en la muerte de su madre y usa una vieja radio que usó durante la misión espacial de su madre en un canal que se usó durante la Guerra Fría.Fue utilizado por agentes secretos rusos. Un día recibe mensajes de su madre. El padre no le cree y le quita la radio porque cree que Charlie tiene que aceptar la muerte de su madre.
Sólo después de que Charlie desaparece sin dejar rastro activa la radio nuevamente y descubre un cuaderno en el escritorio de su hija. En él registró la comunicación con su madre. El último mensaje le hace estremecerse; contiene una solicitud para que Charlie vaya a una dirección determinada. Sven logra convencer a un investigador federal de la inocencia de Paula y le muestra el expediente secreto. Encuentra a Charlie en un escondite escondido que pertenece a un seguidor de la conspiración que ha estado escuchando las comunicaciones por radio de Paula. Sven y Charlie descubren la información secreta que Paula descubrió en su misión en el espacio. Poco después, ambos son detenidos por los militares y presencian el derribo de un supuesto objeto volador desde el espacio.

## Reparto
- Florian David Fitz como Sven
- Peri Baumeister como Paula
- Yuna Bennett como Charlie
- Hadi Khanjanpour como Hadi Hiraj
- Sheeba Chaddha como Benisha Mudhi
- Katharina Schüttler como Nora
- Meret Becker como Friederike
- Uwe Preuss como Rainer
- Tim Seyfi
- Eva Mannschott como Ellen
- Nilam Farooq como Mira
- Seumas F. Sargent como Jake Mitchell
- Katharina Thalbach como Die Moonwatcherin
- Marc Ben Puch
- Michael Kranz
- Enzo Leonardo Mandara

## Crítica
El periodista de espectáculos Oliver Alexander (de Quotenmeter) sugiere que el primer episodio es demasiado largo y tedioso, mostrando solo un aterrizaje casi fallido, un accidente aéreo y una historia mal contada de un marido afligido y su hija. Además, advierte que los siguientes tres episodios carecen de inspiración, con giros sin sentido y una creciente dosis de superestructura pseudofilosófica improvisada.
El periodista de espectáculos Manuel Simbürger afirma que la miniserie alemana de Netflix es un gran misterio galáctico con muchas preguntas, pero al final hay (al menos en su mayoría) respuestas concluyentes. Algunas de ellas pueden ser decepcionantes.